# Саборна црква у Босанском Петровцу
44° 33′ 10″ С; 16° 22′ 14″ И / 44.552756° С; 16.37053° И
Саборна црква Светих апостола Петра и Павла у Босанском Петровцу је главни и највећи православни храм у Босанском Петровцу, смештен уз седиште, владичански двор Епархије бихаћко-петровачке Српске православне цркве. Саборна црква у Босанском Петровцу је средишња црква епархије.

## Историјат
Саборна црква Светих апостола Петра и Павла саграђена 1890. године, а освећена 1891. од Митрополита Георгија Николајевића.
Храм је тешко оштећен и оскрнављен 1941. год. од стране Нијемаца. Дјелимично обнављан 1969/70. и 1985/86. године. Оснивањем епархије и добијањем звања саборног храма дошло до новог подстицаја. У раздобљу 1991-1994, за вријеме Епископа Хризостома, храм је потпуно обновљен и освећен 17. јула 1994. године.
15. септембра 1995. и током наредних година, до 2001, храм је тешко оштећен и оскрнављен од Армије БиХ и од Муслимана. Поновна обнова почела је од 2001/02. године, од када је храм дјелимично обновљен. Године 2004. благословом епископа бихаћко-петровачког Господина Хризостома осликана, јужна и сјеверна страна унутрашњости храма од стране познатог академског сликара господина Михаила Раките.
Године 2008. обновљена фасада храма и урађена електрификација звона. Године 2008. на благослов Срба из Аустралије храм је добио копију иконе Тројеручице.

## Извор
- Епархија бихаћко-петровачка - цркве